# Abaucourt-Hautecourt
Pour les articles homonymes, voir Abaucourt et Hautecourt.
Abaucourt-Hautecourt est une commune française située dans le département de la Meuse, en région Grand Est.

## Géographie

### Situation
Le village est situé sur la route N 3 (désormais la D 603), presque à mi-chemin entre Verdun (à l'ouest) et Étain (à l'est).

### Hameaux, lieux-dits, écarts
- Broville, au nord de la RN 3, et faisant face symétriquement à Hautecourt-lès-Broville, au sud.
- Eix-Abaucourt, petit alignement de maisons sur le côté sud de la RN 3, à mi-distance entre Eix et le noyau réel du village Abaucourt. Emplacement de l'ancienne gare qui desservait ces deux communes.
- Hautecourt-lès-Broville.
- Souppleville, juste au nord d' Eix-Abancourt, de l'autre côté de la route.

### Commues limitrophes
| Dieppe-sous-Douaumont | Dieppe-sous-Douaumont | Fromezey   |
| Dieppe-sous-Douaumont | Abaucourt-Hautecourt  | Moranville |
| Eix                   | Moranville            | Moranville |

### Hydrographie

#### Réseau hydrographique
La commune est dans le bassin versant du Rhin au sein du bassin Rhin-Meuse. Elle est drainée par le ruisseau de Tavannes, le ruisseau de Perroi, le ruisseau du Ruet et le ruisseau de Launay,.
Le ruisseau de Tavannes, d'une longueur de 13 km, prend sa source dans la commune de Eix et se jette  dans l'Orne à Étain, après avoir traversé sept communes.

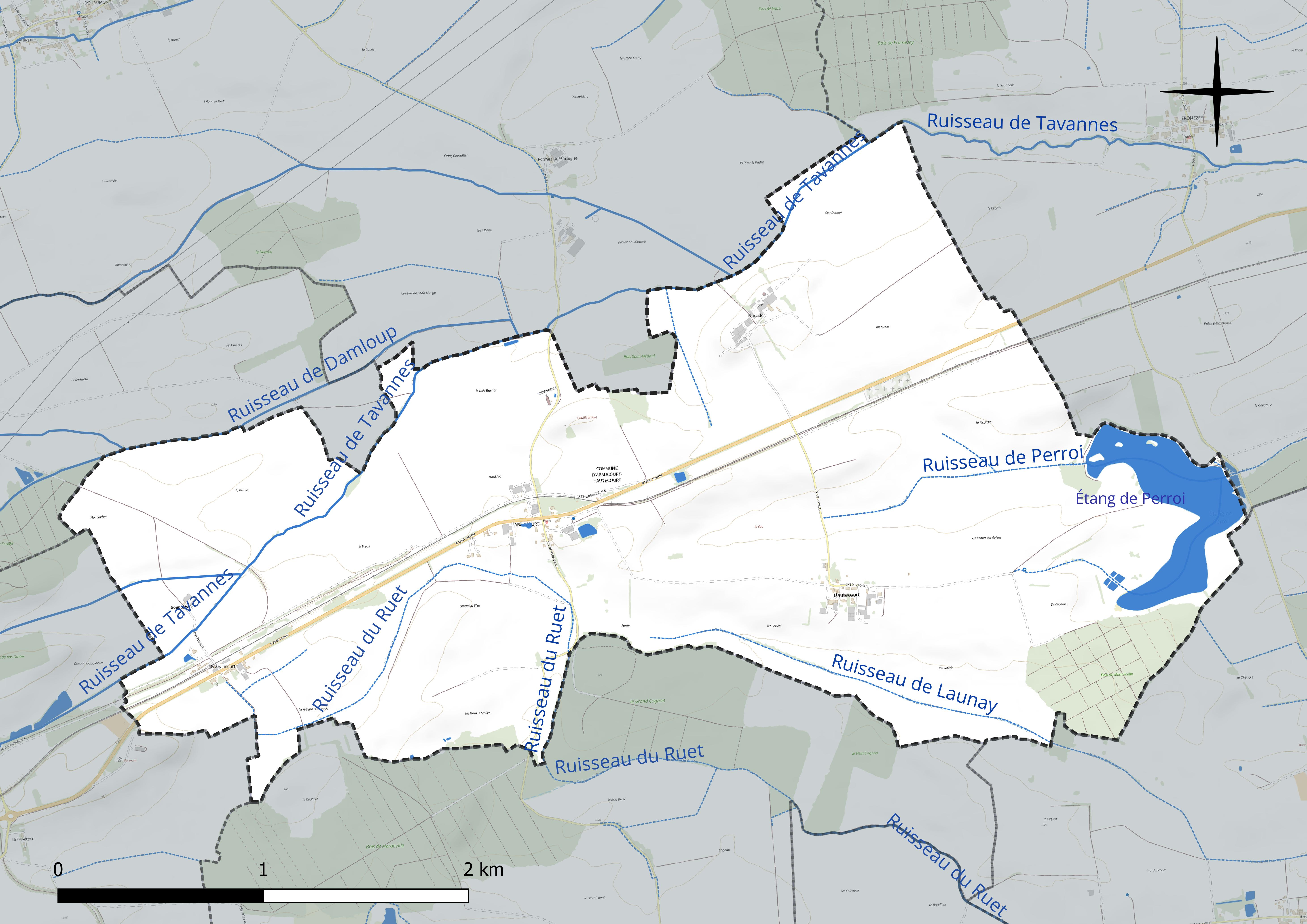
Réseau hydrographique d'Abaucourt-Hautecourt.

Un plan d'eau complète le réseau hydrographique : l'étang de Perroi, d'une superficie totale de 27 ha (26,9 ha sur la commune),.

#### Gestion et qualité des eaux
Le territoire communal est couvert par le schéma d'aménagement et de gestion des eaux (SAGE) « Bassin ferrifère ». Ce document de planification concerne le périmètre des anciennes galeries des mines de fer, des aquifères et des bassins versants hydrographiques associés qui s’étend sur 2 418 km2. Les bassins versants concernés sont celui de la Chiers en amont de la confluence avec l'Othain, et ses affluents (la Crusnes, la Pienne, l'Othain), celui de l'Orne et ses affluents et celui de la Fensch, le Veymerange, la Kiesel et les parties françaises du bassin versant de l'Alzette et de ses affluents (Kaylbach, ruisseau de Volmerange). Il a été approuvé le 27 mars 2015. La structure porteuse de l'élaboration et de la mise en œuvre est la région Grand Est.
La qualité des cours d’eau peut être consultée sur un site dédié géré par les agences de l’eau et l’Agence française pour la biodiversité.

### Climat
Pour des articles plus généraux, voir Climat du Grand Est et Climat de la Meuse.
En 2010, le climat de la commune est de type climat des marges montargnardes, selon une étude du Centre national de la recherche scientifique s'appuyant sur une série de données couvrant la période 1971-2000. En 2020, Météo-France publie une typologie des climats de la France métropolitaine dans laquelle la commune est exposée à un climat océanique altéré et est dans la région climatique Lorraine, plateau de Langres, Morvan, caractérisée par un hiver rude (1,5 °C), des vents modérés et des brouillards fréquents en automne et hiver.
Pour la période 1971-2000, la température annuelle moyenne est de 9,6 °C, avec une amplitude thermique annuelle de 16,3 °C. Le cumul annuel moyen de précipitations est de 917 mm, avec 13,5 jours de précipitations en janvier et 9,4 jours en juillet. Pour la période 1991-2020, la température moyenne annuelle observée sur la station météorologique de Météo-France la plus proche, « Rouvres-en-woevre », sur la commune de Rouvres-en-Woëvre à 11 km à vol d'oiseau, est de 10,8 °C et le cumul annuel moyen de précipitations est de 668,3 mm. 
La température maximale relevée sur cette station est de 40,2 °C, atteinte le 24 juillet 2019 ; la température minimale est de −15,4 °C, atteinte le 7 février 2012,,.
Les paramètres climatiques de la commune ont été estimés pour le milieu du siècle (2041-2070) selon différents scénarios d'émission de gaz à effet de serre à partir des nouvelles projections climatiques de référence DRIAS-2020. Ils sont consultables sur un site dédié publié par Météo-France en novembre 2022.

## Urbanisme

### Typologie
Au 1er janvier 2024, Abaucourt-Hautecourt est catégorisée commune rurale à habitat très dispersé, selon la nouvelle grille communale de densité à sept niveaux définie par l'Insee en 2022.
Elle est située hors unité urbaine. Par ailleurs la commune fait partie de l'aire d'attraction de Verdun, dont elle est une commune de la couronne,. Cette aire, qui regroupe 103 communes, est catégorisée dans les aires de moins de 50 000 habitants,.

### Occupation des sols
L'occupation des sols de la commune, telle qu'elle ressort de la base de données européenne d’occupation biophysique des sols Corine Land Cover (CLC), est marquée par l'importance des territoires agricoles (92,2 % en 2018), une proportion sensiblement équivalente à celle de 1990 (92,4 %). La répartition détaillée en 2018 est la suivante : 
terres arables (74,1 %), prairies (18,1 %), forêts (4 %), eaux continentales (3,8 %). L'évolution de l’occupation des sols de la commune et de ses infrastructures peut être observée sur les différentes représentations cartographiques du territoire : la carte de Cassini (XVIIIe siècle), la carte d'état-major (1820-1866) et les cartes ou photos aériennes de l'IGN pour la période actuelle (1950 à aujourd'hui).

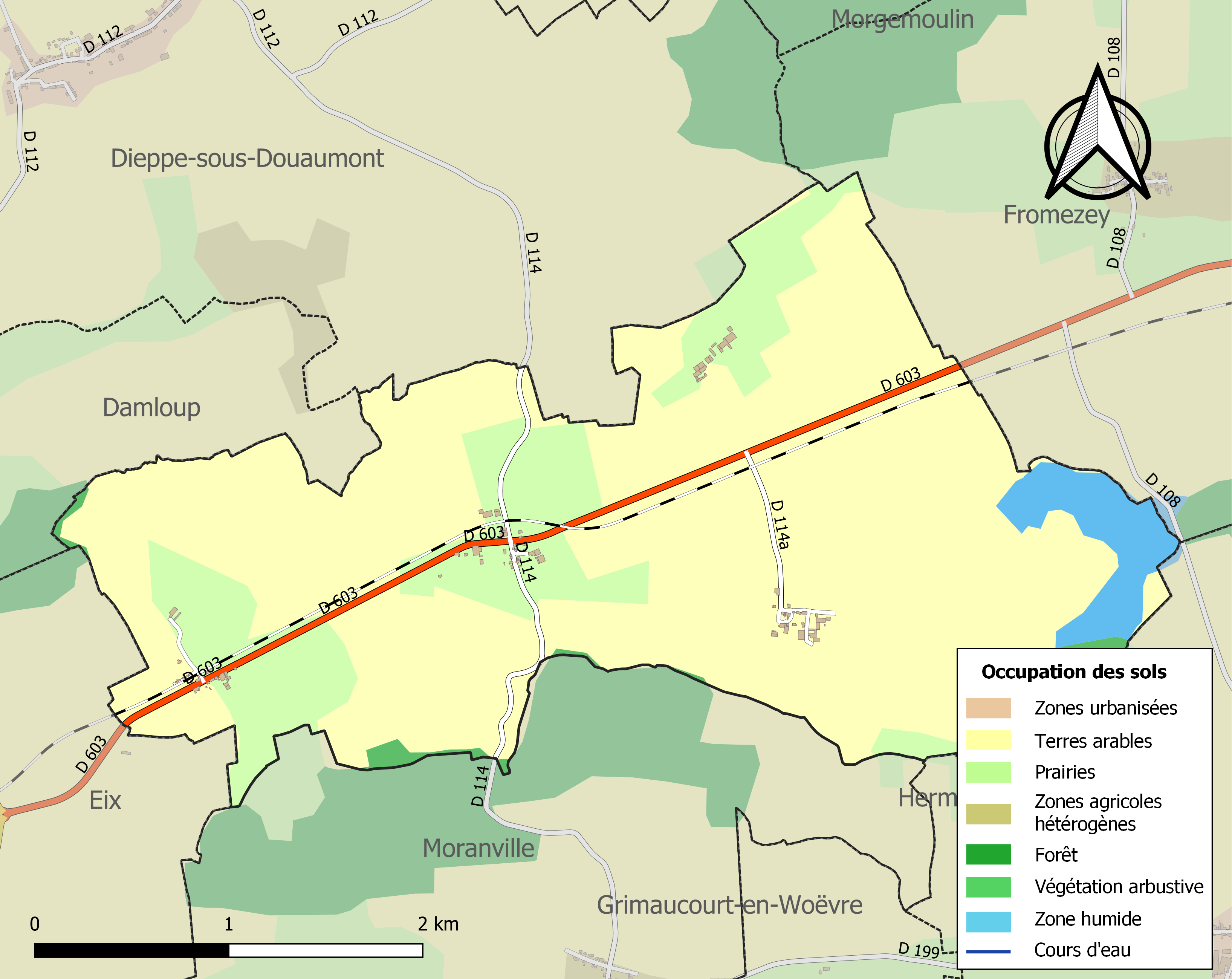
Carte des infrastructures et de l'occupation des sols de la commune en 2018 (CLC).

## Toponymie
Abaucourt est attesté sous les formes Aubocurt en 1178, Abocour en 1700.

Comme pour tous les toponymes de la région suffixés en -court et rappelant une ferme initiale, ce toponyme signifierait probablement la « ferme d'Albo(n) »[réf. nécessaire].
Souppleville, hameau de Abaucourt, est attesté sous les formes Suplicii-villa (1179) ; Soupleville (1681) est issu du nom d'origine latine sulpicius « sulpicer ».
Hautecourt est attesté sous les formes Haudicurtis, Haldicurtis (1049) ; Hardicurtis (1127) ; Houdrecort (1256) ; Haudrecourt (1262) ; Houdrecourt-de-leis-Harmeville (1262) ; Houdrecourt (1268) ; Haudecourt (1272) ; Houdecourt (1277) ; Houldrecourt (1557) ; Hauttecourt (1723).

Voir Hautecourt.

## Histoire
Une gare a été construite à Eix-Abaucourt sur la ligne de Saint-Hilaire-au-Temple à Hagondange. Cette gare, détruite durant la Première Guerre mondiale et reconstruite, est désormais fermée et le bâtiment sert de garage pour les machines agricoles
Le 1er mai 1973, Abaucourt-lès-Souppleville devient Abaucourt-Hautecourt à la suite de sa fusion-association avec Hautecourt-lès-Broville.

## Politique et administration

### Tendances politiques et résultats
Lors des élections européennes de 2019, Abaucourt-Hautecourt possède un taux de participation supérieur au taux de participation national (61,90% contre 50,12%) Le Rassemblement national y réalise un score supérieur à son score national, avec 34, 04% des suffrages, contre 23,34% au niveau national. La République en Marche y réalise un score inférieur à son score hexagonal avec 17,02% des voix contre 22,41% au niveau national. Debout la France y fait au contraire un score  supérieur, puiqu’il obtient 12,77% des suffrages exprimés contre 3,51% au niveau national. La France insoumise y obtient également un score de 10,64% des voix contre 6,31%. Les Républicains y obtiennent 8,51% des voix, un score quasi identique aux 8,48% réalisés au niveau national.EELV obtient seulement 6,31% des suffrages, contre 13,48% au niveau national. Les autres partis y réalisent des scores inférieurs aux 5%.
Le résultat de l'élection présidentielle de 2012 dans cette commune est le suivant :
| Candidat       | Candidat                    | Premier tour | Premier tour | Second tour | Second tour |
| Candidat       | Candidat                    | Voix         | %            | Voix        | %           |
| -------------- | --------------------------- | ------------ | ------------ | ----------- | ----------- |
|                | Eva Joly (EÉLV)             | 0            | 0            |             |             |
|                | Marine Le Pen (FN)          | 24           | 30,00        |             |             |
|                | Nicolas Sarkozy (UMP)       | 27           | 33,75        | 49          | 66,22       |
|                | Jean-Luc Mélenchon (FG)     | 10           | 12,50        |             |             |
|                | Philippe Poutou (NPA)       | 2            | 2,50         |             |             |
|                | Nathalie Arthaud (LO)       | 1            | 1,25         |             |             |
|                | Jacques Cheminade (SP)      | 1            | 1,25         |             |             |
|                | François Bayrou (MoDem)     | 8            | 10,00        |             |             |
|                | Nicolas Dupont-Aignan (DLR) | 2            | 2,50         |             |             |
|                | François Hollande (PS)      | 5            | 6,25         | 25          | 33,78       |
|                |                             |              |              |             |             |
| Inscrits       | Inscrits                    | 88           | 100,00       | 88          | 100,00      |
| Abstentions    | Abstentions                 | 8            | 9,09         | 8           | 9,09        |
| Votants        | Votants                     | 80           | 90,91        | 80          | 90,91       |
| Blancs et nuls | Blancs et nuls              | 0            | 0,00         | 6           | 7,50        |
| Exprimés       | Exprimés                    | 80           | 100,00       | 74          | 92,50       |

Le résultat de l'élection présidentielle de 2017 dans cette commune est le suivant :
| Candidat    | Candidat                    | Premier tour | Premier tour | Deuxième tour | Deuxième tour |  |
| Candidat    | Candidat                    | %            | Voix         | %             | Voix          |  |
| ----------- | --------------------------- | ------------ | ------------ | ------------- | ------------- |  |
|             | Nicolas Dupont-Aignan (DLF) | 7,35         | 5            |               |               |  |
|             | Marine Le Pen (FN)          | 35,29        | 24           | 61,11         | 33            |  |
|             | Emmanuel Macron (EM)        | 13,24        | 9            | 38,89         | 21            |  |
|             | Benoît Hamon (PS)           | 0,00         | 0            |               |               |  |
|             | Nathalie Arthaud (LO)       | 1,47         | 1            |               |               |  |
|             | Philippe Poutou (NPA)       | 1,47         | 1            |               |               |  |
|             | Jacques Cheminade (SP)      | 0,00         | 0            |               |               |  |
|             | Jean Lassalle (RES)         | 2,94         | 2            |               |               |  |
|             | Jean-Luc Mélenchon (LFI)    | 13,24        | 9            |               |               |  |
|             | François Asselineau (UPR)   | 2,94         | 2            |               |               |  |
|             | François Fillon (LR)        | 22,06        | 15           |               |               |  |
|             |                             |              |              |               |               |  |
| Inscrits    | Inscrits                    | 82           | 100,00       | 82            | 100,00        |  |
| Abstentions | Abstentions                 | 11           | 13,41        | 18            | 21,95         |  |
| Votants     | Votants                     | 71           | 86,59        | 64            | 78,05         |  |
| Blancs      | Blancs                      | 1            | 1,41         | 8             | 12,50         |  |
| Nuls        | Nuls                        | 2            | 2,82         | 2             | 3,13          |  |
| Exprimés    | Exprimés                    | 68           | 95,77        | 54            | 84,38         |  |

### Liste des maires
| Période | Période  | Identité                                           | Étiquette | Qualité               |
| ------- | -------- | -------------------------------------------------- | --------- | --------------------- |
| 1983    | 2001     | Jean Schlemer                                      |           | Réélu en 1989 et 1995 |
| 2001    | 2014     | Marcel Picard                                      |           | Réélu en 2008         |
| 2014    | En cours | Jean-Marie Mittaux, Réélu pour le mandat 2020-2026 | SE        | Retraité agricole     |

## Population et société

### Démographie
Les habitants sont appelés les Abaucourtois.
L'évolution du nombre d'habitants est connue à travers les recensements de la population effectués dans la commune depuis 1793. Pour les communes de moins de 10 000 habitants, une enquête de recensement portant sur toute la population est réalisée tous les cinq ans, les populations de référence des années intermédiaires étant quant à elles estimées par interpolation ou extrapolation. Pour la commune, le premier recensement exhaustif entrant dans le cadre du nouveau dispositif a été réalisé en 2008.

En 2022, la commune comptait 100 habitants, en évolution de −9,91 % par rapport à 2016 (Meuse : −4,4 %, France hors Mayotte : +2,11 %).
| 1793 | 1800 | 1806 | 1821 | 1831 | 1836 | 1841 | 1846 | 1851 |
| ---- | ---- | ---- | ---- | ---- | ---- | ---- | ---- | ---- |
| 81   | 77   | 91   | 96   | 103  | 100  | 110  | 103  | 99   |

| 1856 | 1861 | 1866 | 1872 | 1876 | 1881 | 1886 | 1891 | 1896 |
| ---- | ---- | ---- | ---- | ---- | ---- | ---- | ---- | ---- |
| 100  | 108  | 100  | 114  | 140  | 119  | 112  | 132  | 123  |

| 1901 | 1906 | 1911 | 1921 | 1926 | 1931 | 1936 | 1946 | 1954 |
| ---- | ---- | ---- | ---- | ---- | ---- | ---- | ---- | ---- |
| 125  | 148  | 143  | 296  | 154  | 140  | 162  | 112  | 123  |

| 1962 | 1968 | 1975 | 1982 | 1990 | 1999 | 2006 | 2008 | 2013 |
| ---- | ---- | ---- | ---- | ---- | ---- | ---- | ---- | ---- |
| 113  | 84   | 118  | 100  | 112  | 111  | 102  | 100  | 116  |

| 2018 | 2022 | - | - | - | - | - | - | - |
| ---- | ---- | - | - | - | - | - | - | - |
| 103  | 100  | - | - | - | - | - | - | - |

Avant la réunion des deux communes, Abaucourt-lès-Souppleville comptait (en 1954) 123 habitants et Hautecourt-lès-Broville 67 habitants.

## Culture locale et patrimoine

### Lieux et monuments
- Cimetière militaire, 7 885 tombes allemandes (1914-1918).
- Début 2017, la commune est « réputée sans clochers »[33].

### Personnalités liées à la commune
- Sous-lieutenant René Dorme, as de l'aviation de la Grande Guerre.

### Héraldique, logotype et devise
| Blason de Abaucourt-Hautecourt | Blason  | Parti ; au premier de gueules à une gerbe de blé d'or, au second d'or à une gerbe de blé de gueules ; à une crosse d'évêque d'or brochant que la partition.                                                                        |
| Blason de Abaucourt-Hautecourt | Détails | Fusion (parti) de deux villages de Lorraine (de gueules et d'or) qui étaient intégrés à l'Évêché de Verdun (crosser). Hautecourt et Abaucourt étaient des terres agricoles (blé). Le statut officiel du blason reste à déterminer. |